# Курляндчик, Александр Николаевич
Алекса́ндр Никола́евич Курля́ндчик (25 ноября 1971, Бобруйск) — белорусский гребец-каноист, выступал за сборную Белоруссии в 1990-х — 2000-х годах. Чемпион Европы, серебряный и бронзовый призёр чемпионатов мира, многократный призёр этапов Кубка мира, победитель республиканских и молодёжных регат, участник летних Олимпийских игр в Афинах. На соревнованиях представлял Могилёвскую область, мастер спорта международного класса.

## Биография
Александр Курляндчик родился 25 ноября 1971 года в городе Бобруйске, Могилёвская область. Активно заниматься греблей на каноэ начал в раннем детстве по совету старшего брата Викентия, проходил подготовку в местной школе-интернате спортивного профиля, тренировался под руководством таких специалистов как Б. Г. Бирюков и Н. Н. Банько. Первого серьёзного успеха добился в 1990 году, когда выиграл серебряную медаль чемпионата СССР — в двойках на километровой дистанции. С этого момента стал спортсменом-инструктором Министерства спорта и туризма Беларуси.
На взрослом международном уровне впервые заявил о себе в сезоне 2001 года, когда попал в основной состав белорусской национальной сборной и побывал на чемпионате мира в польской Познани, откуда привёз медаль серебряного достоинства, выигранную на дистанции 1000 метров в четвёрке с Александром Богдановичем, Александром Жуковским и Иваном Сковородкиным. Год спустя на мировом первенстве в испанской Севилье в той же дисциплине взял бронзу, при этом вместо Сковородкина к команде присоединился Семён Сапоненко.
В 2004 году Курляндчик с теми же партнёрами выиграл сразу две бронзовые медали на чемпионате Европы в Познани, среди каноэ-четвёрок на дистанциях 500 и 1000 метров. Благодаря череде удачных выступлений удостоился права защищать честь страны на летних Олимпийских играх в Афинах — вместе с Александром Богдановичем участвовал в километровой и полукилометровой программах двоек: в первом случае смог дойти только до стадии полуфиналов, во втором вышел в финал, но в решающем заезде финишировал лишь шестым. «Игры вспоминать тяжело, больно. Когда проигрываешь 0,580 первому месту и две десятых бронзовым медалистам, становится обидно. Каждый раз, мысленно возвращаясь к финальному заезду на пятисотке, расстраиваюсь. До такой степени, что аж дрожь по телу».
После афинской Олимпиады Александр Курляндчик остался в основном составе сборной команды Белоруссии и продолжил участвовать в крупнейших международных регатах. Так, в 2005 году на чемпионате мира в хорватском Загребе он выиграл бронзу в зачёте четвёрок на дистанции 200 метров. В следующем сезоне с присоединившимся к их четырёхместному экипажу Андреем Богдановичем завоевал золотую медаль на тысяче метров на чемпионате Европы в испанской Понтеведре, а затем получил бронзовую награду на мировом первенстве в венгерском Сегеде, на сей раз на тысяче метров. По итогам года признан лучшим спортсменом Бобруйска.
В 2008 году принял решение завершить карьеру профессионального спортсмена, уступив место в сборной молодым белорусским гребцам. За выдающиеся спортивные достижения удостоен звания мастера спорта международного класса. Женат, есть дочь Валерия.